# William Hudson
William Hudson (* 1730 in Kendal; † 23. Mai 1793 in London) war ein britischer Apotheker. Er war einer der ersten britischen Botaniker und Mykologen, der umfassende Werke über heimische Pilze publizierte. Sein offizielles botanisches Autorenkürzel lautet „Huds.“.

## Leben und Werk
William Hudson war Apotheker von Beruf, daneben Botaniker (Mykologe, Algologe, Bryologe), auch Entomologe. Von 1757 bis 1768 war er Bibliothekar am British Museum und von 1765 bis 1771 Präfekt am Chelsea Physic Garden. Sein größtes Werk, Flora anglica, brachte er 1762 heraus. Ein Jahr zuvor, am 5. November 1761, wurde er Fellow of the Royal Society. Die Flora Anglica erschien in 2. Auflage 1778 und in 3. Auflage 1798.

## Dedikationsname
Ihm zu Ehren wurde die Gattung Hudsonia L. der Pflanzenfamilie der Zistrosengewächse (Cistaceae) benannt.

## Schriften
- Flora anglica. Nourse, London 1762 (Vorschau in der Google-Buchsuche).